# Gare d'Useldange
La gare de Useldange est une gare ferroviaire luxembourgeoise de la ligne de l'Attert, située sur le territoire de la commune d'Useldange, dans le canton de Redange.
C'était une gare voyageurs de la Société nationale des chemins de fer luxembourgeois (CFL), avant sa fermeture en 1969.

## Situation ferroviaire
Établie à 253 mètres d'altitude, la gare d'Useldange était située au point kilométrique (PK) 37,2 de la ligne de l'Attert, entre les gares de Reichlange-Everlange et de Boevange.

## Histoire
La gare d'Useldange est mise en service par la Société anonyme luxembourgeoise des chemins de fer et minières Prince-Henri, lors de l'ouverture à l'exploitation de la section de Steinfort à Ettelbruck le 20 avril 1880.
La gare est fermée le 5 avril 1969, en même temps que le trafic voyageurs sur la ligne de l'Attert, ainsi que l'exploitation même de la quasi-totalité de la ligne.

## Service des voyageurs
Gare fermée depuis le 5 avril 1969. Le bâtiment voyageurs, reconverti en habitation, a été démoli en 2017 et remplacé par une autre maison.